# Piekielna Dolina (Góry Stołowe)

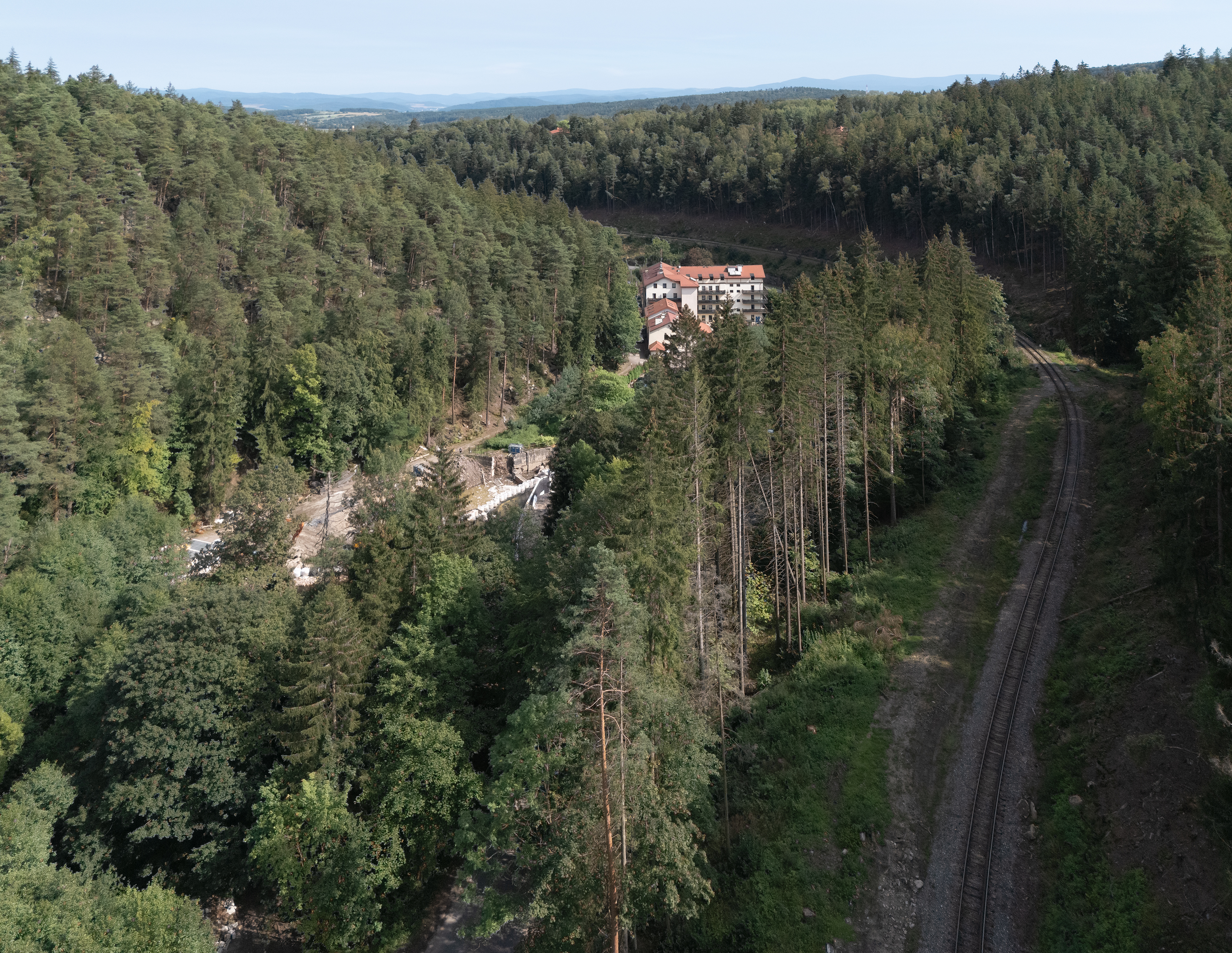
Piekielna Dolina

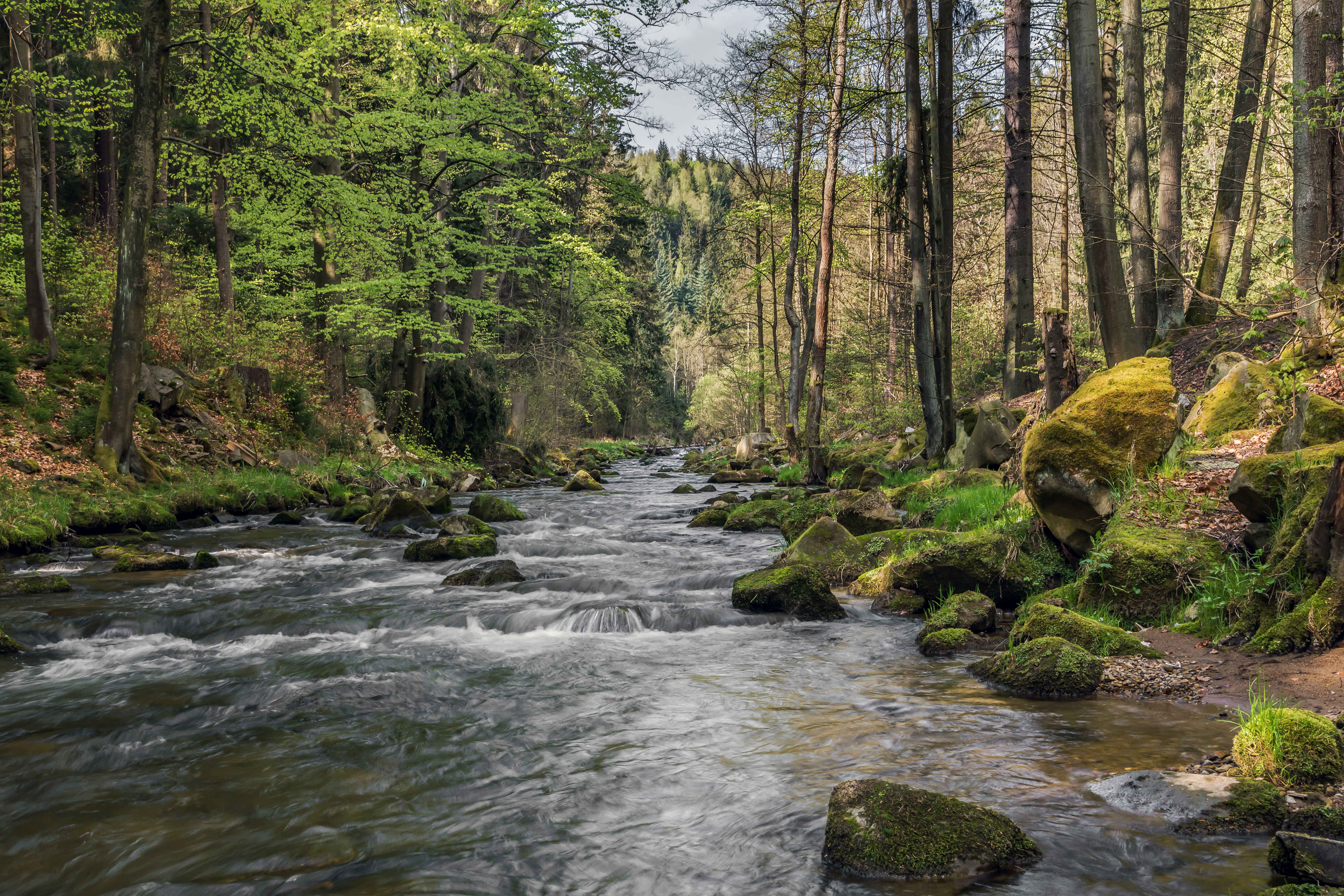
Bystrzyca Dusznicka w Piekielnej Dolinie

Piekielna Dolina (niem. Höllental) – przełomowy odcinek doliny Bystrzycy Dusznickiej między Szczytną a Polanicą, oddzielający Góry Stołowe od Gór Bystrzyckich. Dolina została wypreparowana w górnokredowych piaskowcach ciosowych. Zbocza doliny są strome, w dużej części pokryte blokami piaskowca. Dnem doliny płynie Bystrzyca Dusznicka, a wzdłuż niej poprowadzono: drogę bitą oraz linię kolejową z Polanicy do Szczytnej, które kilkakrotnie się przecinają.
Piekielna Dolina jest obszarem sieci Natura 2000.
Wschodnią częścią doliny przechodzi  z Polanicy-Zdroju do Schroniska PTTK „Pod Muflonem”.